# Tomorrow X Together
Pour les articles homonymes, voir TXT.
Tomorrow X Together (hangeul : 투모로우바이투게더, communément abrégé TXT), est un boys band sud-coréen. Il est formé en 2019 par le label Big Hit Music, désormais détenu par HYBE Corporation. Le groupe est composé de 5 membres : Yeonjun, Soobin, Beomgyu, Taehyun et Huening Kai. Ils font leurs débuts le 4 mars 2019 avec leur premier EP The Dream Chapter: Star. L'EP culmine no 1 sur le Gaon Album Chart et le Billboard World Albums Chart et entre dans le Billboard 200 américain au no 140. Le titre principal de l'EP, Crown monte en tête du Billboard Emerging Artists Chart. 
L'accueil commercial du groupe leur vaut le titre de « meilleur nouveau groupe de l'année 2019 » aux plus grandes cérémonies de récompenses musicales de Corée du Sud, à savoir les MelOn Music Awards, les MAMA Awards, les Golden Disc Awards, et les Gaon Chart Music Awards.

## Origines du nom
Le nom du groupe, TXT, est un acronyme signifiant « Tomorrow X Together », en français « Demain X Ensemble ». En coréen, le nom du groupe est « 투모로우바이투게더 » (RR : Tumoroubaitugedeo), ou les mots « Tomorrow by Together » translittérés en hangeul. Le nom anglais complet du groupe se dit comme sa version coréenne. Selon leur site web, le sens de « Tomorrow by Together » est de cinq personnes qui « come together under one dream in hopes of building a better tomorrow » (« se réunissent sous un même rêve dans l'espoir de construire un nouveau demain »). 
Dans leur toute première interview avec la Section TV de MBC, le groupe a mentionné qu'il préférait être appelé par son nom complet et non par ses initiales.

## Biographie

### Origines et débuts (2017–2019)

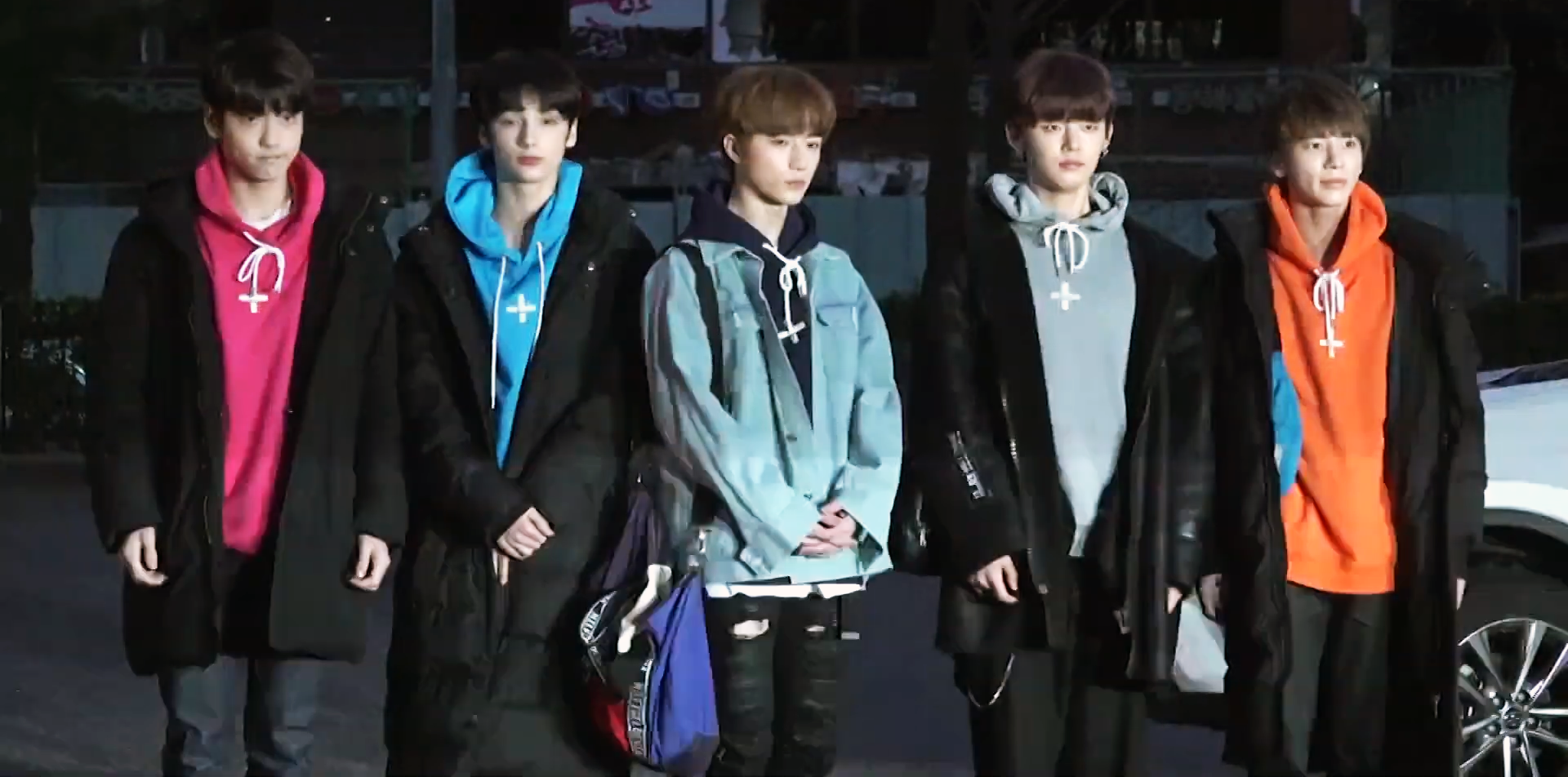
TXT à son arrivée à une répétition pour la Music Bank de KBS le 8 mars 2019.

Après avoir lancé le boys band BTS, le fondateur de Big Hit Entertainment, Bang Si-hyuk, annonce le lancement d'un deuxième groupe de garçons dès 2017 et une date pour le début 2019 qui est fixée à novembre 2018,. TXT est officiellement révélé le 10 janvier 2019,. Au cours des dix jours suivants, des vidéos YouTube décrivant chaque membre, appelées « introduction films » (« films d'introduction »), sont diffusées.
Une première émission du groupe est diffusée sur Mnet et sur leur page YouTube. Elle a été annoncée avec le premier EP du groupe, The Dream Chapter: Star. Un premier concert, est organisé au Yes24 Live Hall le 5 mars. Après la sortie de l’extended play, le clip vidéo du titre principal, Crown, bat le record du premier clip vidéo de K-pop le plus regardé en moins de 24 h pour un boys band. 
Une semaine après la sortie de leur extended play, le groupe fait ses débuts en tant que numéro un aux Billboard Emerging Artists, aux Billboard World Albums, et au classement des Billboard World Digital Song Sales. Il fait également ses débuts en tant que numéro cent quarante au classement Billboard 200 pour la première fois, ce qui les rend le groupe de K-pop le plus rapide à figurer dans les classements et le premier EP au palmarès des groupes de K-pop masculins. L'EP se classe également au troisième rang du classement hebdomadaire des albums de l'Oricon. De plus, l'EP se hisse au sommet du classement des albums mensuels au Gaon pour le mois de mars. La première émission musicale de TXT est diffusé le 7 mars sur M Countdown de Mnet. Ils remportent leur toute première victoire d'émission musicale sur The Show de SBS MTV avec le titre Crown juste après une semaine de leurs débuts. Cela est bientôt suivi de victoires sur M Countdown et Show Champion. Crown arrive sur la liste GQ's Decade-End des « The game-changers from a decade of K-pop » (« changeurs de jeu d'une décennie de K-pop »), pour l'année 2019, avec l'écriture de GQ, « The bright, effervescent pop of TXT who, despite being BTS’s younger sibling group, are in their own element as they playfully explore teenage growing pains. » (« La pop brillante et effervescente de TXT qui, en dehors d'être le groupe frère de BTS, sont dans leur propre élément alors qu'ils explorent de manière ludique les douleurs de croissance des adolescents. »).

### Tournée etThe Dream Chapter: Magic(2019)

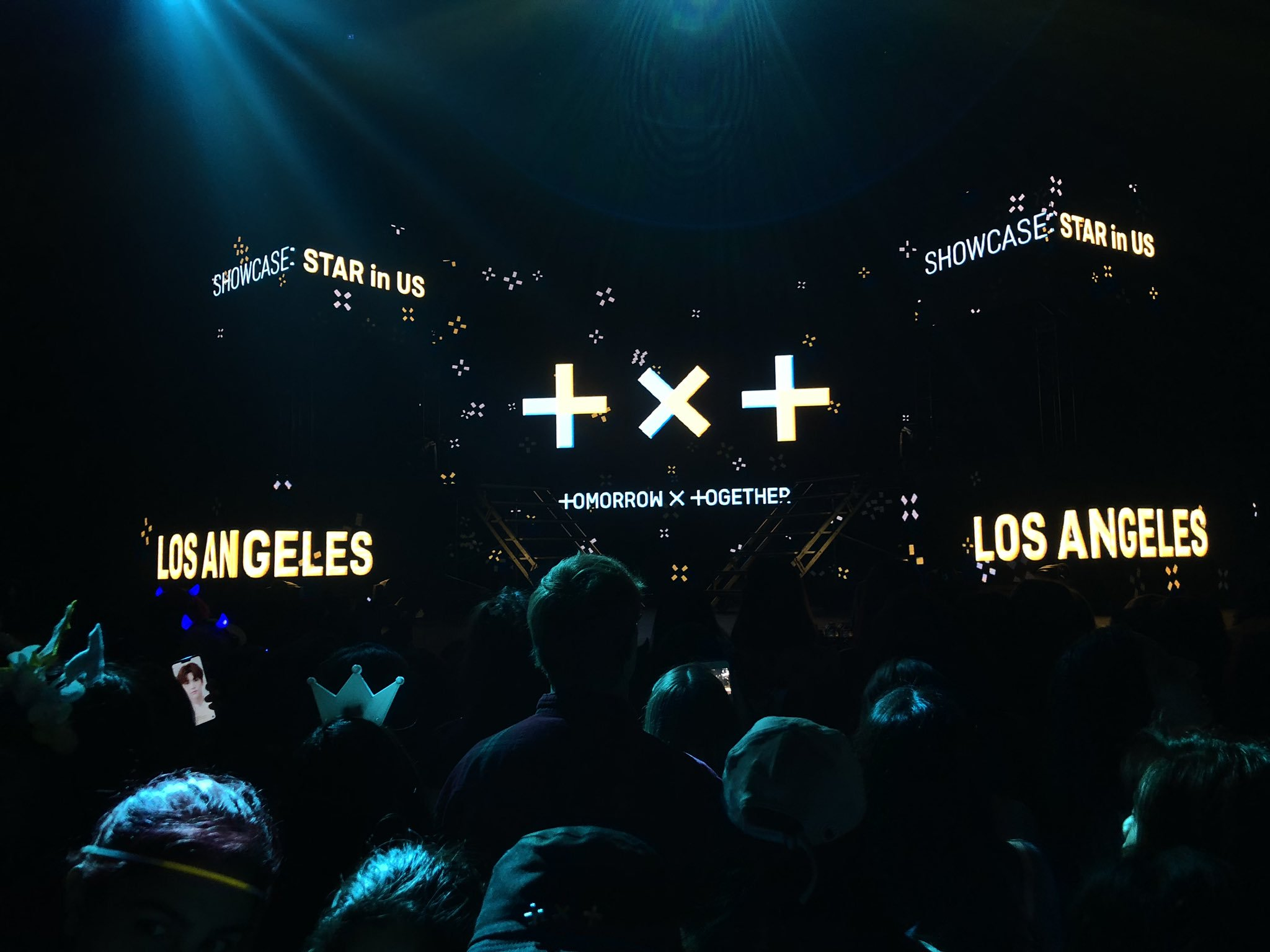
Première concert de TXT à Los Angeles, le 24 mai 2019.

Le 9 avril, TXT annonce sa toute première tournée à l'étranger, un premier concert de six dates aux États-Unis englobant six villes américaines, New York, Chicago, Los Angeles, Dallas, Orlando et Atlanta au cours d'environ deux semaines, du 9 au 24 mai. Les billets pour toutes les dates sont vendus en moins de dix minutes. Après leur concert en mai, TXT s'est produit au concert de musique iHeartRadio Wango Tango 2019 qui s'est tenu au Dignity Health Sports Park à Los Angeles le 1er juin. Le 20 juin, le groupe annonce qu'il se produirait dans deux des plus grands festivals de mode au Japon, Kansai défilé automne / hiver 2019 de la Collection le 27 août, suivi du défilé automne / hiver 2019 de la Tokyo Girls Collection le 7 septembre, faisant de TXT le premier artiste coréen à se produire lors des deux spectacles de la même saison. Le 6 juillet, TXT s'est produit au festival Kcon 2019 qui se tient au Madison Square Garden, à New York, devant 55 000 spectateurs. Plus tard dans le mois, TXT reçoit sa toute première nomination aux MTV Video Music Awards dans la catégorie « meilleure K-pop ».
Le 8 août, Big Hit Entertainment annonce avoir d'abord prévu de sortir un nouvel album studio en août, mais en raison du diagnostic d'une conjonctivite infectieuse chez le membre Soobin et de Yeonjun souffrant de douleurs au dos, il est ensuite reporté à septembre. Le 20 août, Big Hit Entertainment révèle que les membres Taehyun et Huening Kai avaient également été diagnostiqués avec une conjonctivite, ainsi un report de l'album studio « has become unavoidable » (« est devenu inévitable »), citant le changement de date de sortie de septembre à octobre.

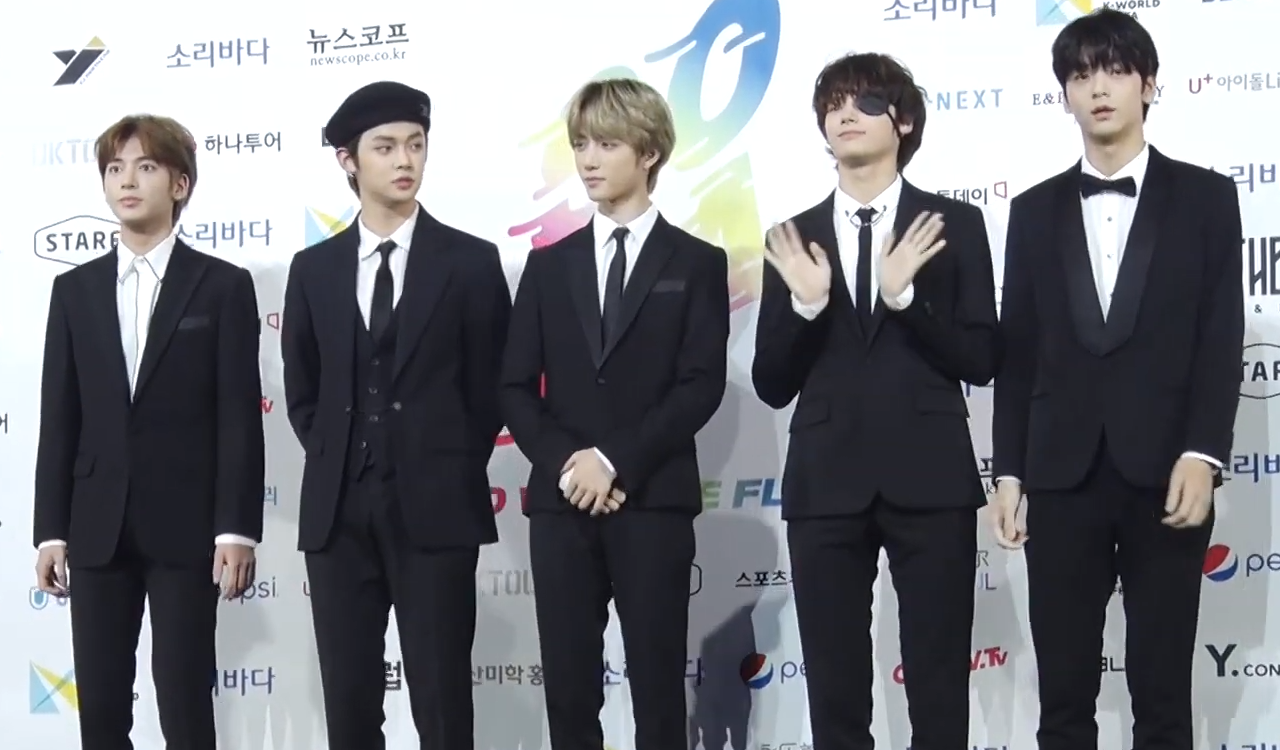
TXT aux Soribada Best K-Music Awards le 23 août 2019.

Le 21 octobre, TXT sort son premier album studio, intitulé The Dream Chapter: Magic, avec 9 and Three Quarters (Run Away) comme son titre principal. Musicalement, l'album studio intègre une variété de genres musicaux différents, dont le R&B, la tropical house, la pop acoustique. Commercialement, l'album studio fait ses débuts au sommet du Gaon Album Chart, dépassant les 124 000 ventes au cours de sa première semaine. Cela marque le deuxième album du groupe en tête de liste après leur EP The Dream Chapter: Star. L'album studio fait ses débuts à la place numéro trois du Billboard's World Albums Chart et à la 6e place du Heatseeker's Album Chart. Au total, quatre morceaux de l'album sont entrés dans le palmarès du Billboard World Digital Songs avec le titre principal 9 and Three Quarters (Tun Away) débutant à la place numéro deux. Billboard et Dazed ont tous deux plus tard nommés 9 and Three Quarters (Run Away) comme l'une des meilleures chansons de K-pop de l'année.
Le succès commercial de TXT au cours de leurs premiers mois leur vaut plusieurs récompenses de « débutant » lors de grandes émissions coréennes de fin d'année, notamment les Asia Artist Awards, les MelOn Music Awards, les Mnet Asian Music Awards, les Golden Disc Awards, les Gaon Chart Music Awards et les Seoul Music Awards.

### Débuts japonais etThe Dream Chapter: Eternity(depuis 2020)
Le 15 janvier, TXT fait ses débuts au Japon avec l'album single Magic Hour qui comprend des versions japonaises des chansons Run Away, Crown et Angel or Devil. Le single débuté numéro un sur l'Oricon Daily Chart et numéro deux sur l'Oricon’s Weekly Singles Chart. Le 19 janvier, il est annoncé que le groupe ferait ses débuts à la télévision japonaise avec sa toute première apparition sur Music Station de TV Asahi, où il interpréterait la version japonaise de Run Away, faisant de TXT le premier artiste sud-coréen à se produire dans l'émission pour 2020. Magic Hour est certifiée or par la Recording Industry Association of Japan, en étant vendu à 100 000 unités.
Le 28 avril, Big Hit Entertainment annonce que TXT publierait son deuxième extended play. L'album se vend à plus de 181 000 unités au cours de sa première semaine[source secondaire nécessaire] et entre dans le Gaon Album Chart à la deuxième place. Il débute à la première place du Oricon Albums Chart, devenant le premier hit-parade du groupe au Japon[source secondaire souhaitée]. En juillet 2020, l'album est certifié disque de platine par la Korea Music Content Association (KMCA) pour 250 000 albums vendus, donnant à TXT sa première certification dans le pays depuis ses débuts. Deux mois plus tard, The Dream Chapter : Star et The Dream Chapter : Magic sont également certifiés platine par la KMCA.

## Endossements
En mai 2019, TXT est annoncé en tant que nouvel ambassadeur de la marque sud-coréenne de soins de la peau It's Skin. En août 2023, le groupe est annoncé comme nouvel ambassadeur de la marque Dior.

## Membres
Adapté depuis le profil du groupe sur le site officiel de Big Hit Entertainment,,.
| Image | Nom de scène | Nom de scène | Nom de naissance  | Nom de naissance | Date de naissance | Nationalité  | Positions                                                              |
| Image | Romanisé     | Coréen       | Romanisé          | Coréen           | Date de naissance | Nationalité  | Positions                                                              |
| ----- | ------------ | ------------ | ----------------- | ---------------- | ----------------- | ------------ | ---------------------------------------------------------------------- |
|       | Yeonjun      | 연준         | Choi Yeon-jun     | 최연준           | 13 septembre 1999 | Sud-coréenne | Rappeur, principal danseur principal, chanteur, et hyung (le plus âgé) |
|       | Soobin       | 수빈         | Choi Su-bin       | 최수빈           | 5 décembre 2000   | Sud-coréenne | Leader, rappeur, chanteur et danseur                                   |
|       | Beomgyu      | 범규         | Choi Beom-gyu     | 최범규           | 13 mars 2001      | Sud-coréenne | Chanteur, rappeur, danseur center visuel                               |
|       | Taehyun      | 태현         | Kang Tae-hyun     | 강태현           | 5 février 2002    | Sud-coréenne | Chanteur, principal rappeur et danseur                                 |
|       | Huening Kai  | 휴닝카이     | Kai Kamal Huening | 휴닝카이         | 14 août 2002      | Américain    | Chanteur, danseur, rappeur et maknae (le plus jeune)                   |

## Discographie

### Albums studio
- 2019 : The Dream Chapter: Magic
- 2021 : The Chaos Chapter: Freeze
- 2021 : Still Dreaming (Japon)
- 2023 : Sweet (Japon)
- 2021 : The Chaos Chapter: Fight or Escape (réédition)
- 2023 : The Name Chapter: Freefall
- 2025 : The Star Chapter: Together

### EP
- 2019 : The Dream Chapter: Star
- 2020 : The Dream Chapter: Eternity
- 2020 : Minisode 1: Blue Hour
- 2021 : Chaotic Wonderland ( Japon)
- 2022 : Minisode 2: Thursday's Child
- 2023 : The Name Chapter: Temptation
- 2024 : Minisode 3: Tomorrow
- 2024 : The Star Chapter: Sanctuary

## Vidéographie

### Télévision
| Année(s) | Titre         | Chaîne(s) | Note(s)                              |
| -------- | ------------- | --------- | ------------------------------------ |
| 2019     | One Dream.TXT | Mnet      | Émission de télé-réalité, 8 épisodes |

### Web-séries
| Année(s)  | Titre                            | Chaîne(s)                  | Note(s)                                          |
| --------- | -------------------------------- | -------------------------- | ------------------------------------------------ |
| 2019-2020 | Talk X Today                     | V Live et YouTube          | Émission de télé-réalité, 3 saisons, 21 épisodes |
| 2020      | To Do X Tomorrow X Together 2020 | V Live et Weverse          | Émission de variétés, 90 épisodes                |
| 2020      | Talk X Today : Zero              | V Live, YouTube et Weverse | Émission de télé-réalité, 3 épisodes             |

## Tournées et concerts
En avril 2019, TXT a annoncé sa première tournée, une première de six représentations dans les principaux marchés américains, notamment à New York, Chicago, Los Angeles, Dallas, Orlando et Atlanta.Lollapalooza
| Année(s) | Nom                          | Date(s)                    | Ville            | Pays             | Lieu                               |
| -------- | ---------------------------- | -------------------------- | ---------------- | ---------------- | ---------------------------------- |
| 2019     | SBS Super Concert in Gwangju | 28 avril                   | Gwangju          | Corée du Sud     | Gwangju World Cup Stadium          |
| 2019     | Wango Tango                  | 1er juillet                | Los Angeles      | États-Unis       | Dignity Health Sports Park         |
| 2019     | Kcon 2019 NY                 | 6 et 7 juillet             | New York         | États-Unis       | Madison Square Garden              |
| 2021     | Act: Boy                     | 3 octobre 2023             | Séoul            | Corée du Sud     |                                    |
| 2022     | Lollapalooza                 | 30 juillet                 | Chicago          | États-Unis       | Grant Park                         |
| 2022     | Summer Sonic                 | 20 et 21 aout              | Osaka et Tokyo   | Japon            | Maishima sonic park Makuhari Messe |
| 2022     | Act: Lovesick                | Du 2 juillet au 28 octobre | Tournée mondiale | Tournée mondiale | Tournée mondiale                   |
| 2023     | Act: Sweet Mirage            | Du 25 mars au 28 mai       | Tournée mondiale | Tournée mondiale | Tournée mondiale                   |
| 2024     | Act: Promise                 |                            | Tournée mondiale | Tournée mondiale | Tournée mondiale                   |

## Distinctions
| Cérémonie                    | Année(s) | Catégorie                                 | Nomination                  | Résultat   | Réf.   |
| ---------------------------- | -------- | ----------------------------------------- | --------------------------- | ---------- | ------ |
| Asia Artist Awards           | 2019     | Rookie de l'année (musique)               | TXT                         | Lauréat    |        |
| Asia Artist Awards           | 2019     | Popularity Award                          | TXT                         | Nomination |        |
| Brand of the Year Awards     | 2019     | Idole masculine de l'année                | TXT                         | Lauréat    |        |
| Bravo Otto                   | 2019     | Best K-pop                                | TXT                         | Nomination |        |
| BreakTudo Awards             | 2019     | Meilleur clip MV international de l'année | Crown                       | Lauréat    |        |
| Gaon Chart Music Awards      | 2020     | Nouveau groupe de l'année - album         | TXT                         | Lauréat    |        |
| Gaon Chart Music Awards      | 2020     | Nouveau groupe de l'année - numérique     | TXT                         | Nomination |        |
| Gaon Chart Music Awards      | 2020     | Album ode l'année - 1st Quarter           | The Dream Chapter: Star     | Nomination |        |
| Genie Music Awards           | 2019     | Meilleur groupe masculin                  | TXT                         | Lauréat    |        |
| Genie Music Awards           | 2019     | Genie Music Popularity Award              | TXT                         | Nomination |        |
| Genie Music Awards           | 2019     | Global Popularity Award                   | TXT                         | Nomination |        |
| Genie Music Awards           | 2019     | Top Artist Award                          | TXT                         | Nomination |        |
| Golden Disc Awards           | 2020     | Rookie de l'année                         | TXT                         | Lauréat    |        |
| Golden Disc Awards           | 2020     | Tiktok Golden Disc Most Popular Artist    | TXT                         | Nomination |        |
| Golden Disc Awards           | 2020     | Disc Bonsang                              | The Dream Chapter: Magic    | Nomination |        |
| Golden Disc Awards           | 2021     | Disc Bonsang                              | The Dream Chapter: Eternity | Lauréat    | [ 20 ] |
| Golden Disc Awards           | 2021     | Curaprox Popularity Award                 | TXT                         | Nomination | [ 21 ] |
| The Fact Music Awards        | 2021     | Groupe de l'année                         | TXT                         | Lauréat    |        |
| The Fact Music Awards        | 2020     | Best Performer                            | TXT                         | Lauréat    |        |
| The Fact Music Awards        | 2020     | Next Leader Award                         | TXT                         | Lauréat    |        |
| Melon Music Awards           | 2021     | Meilleur clip de l'année                  | TXT                         | Lauréat    |        |
| Melon Music Awards           | 2019     | Rookie de l'année                         | TXT                         | Lauréat    |        |
| Mnet Asian Music Awards      | 2021     | Worldwide Fans' Choice Top10              | TXT                         | Lauréat    |        |
| Mnet Asian Music Awards      | 2020     | Meilleure performance                     | TXT                         | Lauréat    |        |
| Mnet Asian Music Awards      | 2019     | Meilleur novueau groupe masculin          | TXT                         | Lauréat    |        |
| Mnet Asian Music Awards      | 2019     | Worldwide Fans' Choice Top 10             | TXT                         | Lauréat    |        |
| Mnet Asian Music Awards      | 2019     | Icône mondiale de l'année                 | TXT                         | Nomination |        |
| Mnet Asian Music Awards      | 2019     | Groupe de l'année                         | TXT                         | Nomination |        |
| MTV Video Music Awards       | 2019     | Meilleur K-pop                            | Cat & Dog                   | Nomination |        |
| Seoul Music Awards           | 2020     | New Artist Award                          | TXT                         | Lauréat    |        |
| Seoul Music Awards           | 2020     | Popularity Award                          | TXT                         | Nomination |        |
| Seoul Music Awards           | 2020     | K-Wave Popularity Award                   | TXT                         | Nomination |        |
| Seoul Music Awards           | 2020     | QQ Music Most Popular K-Pop Artist Award  | TXT                         | Nomination |        |
| Soribada Best K-Music Awards | 2019     | Rookie Award                              | TXT                         | Lauréat    | [ 22 ] |
| Soribada Best K-Music Awards | 2019     | Bonsang                                   | TXT                         | Nomination |        |
| Soribada Best K-Music Awards | 2019     | Male Popularity Award                     | TXT                         | Nomination |        |
| Soribada Best K-Music Awards | 2020     | Artist Award                              | TXT                         | Lauréat    | [ 23 ] |
| Spotify Awards               | 2020     | Groupe émergent                           | TXT                         | Nomination | [ 24 ] |
| V Live Awards                | 2019     | Global Rookie Top 5                       | TXT                         | Lauréat    | [ 25 ] |
| V Live Awards                | 2019     | Groupe le plus aimé                       | TXT                         | Nomination | [ 26 ] |